# Cyprus West University
Die Cyprus West University (türkisch Kıbrıs Batı Üniversitesi, Abk. CWU oder KIBÜ) ist eine staatlich anerkannte Privatuniversität in Famagusta in der Türkischen Republik Nordzypern. Die Hochschule wurde 2015 gegründet und bildet circa 2000 Studenten an fünf Fakultäten, drei Schulen sowie in 20 verschiedenen Studiengängen in englischer und türkischer Sprache aus.